# 張福巒
張福巒（越南语：／，？—1776年），越南廣南阮主的大臣。祖籍清化處宋山縣。

## 身世
張福巒是鄭阮紛爭初期阮主麾下大將張福奮的曾孫，武王阮福濶時期太保國公張福攀的次子，孝寧皇后張氏書的兄弟。

## 生平
張福巒在武王時期就輔佐國政。景興二十六年（1765年），武王阮福濶逝世，遺詔由次子阮福㫻嗣位。阮福㫻天資聰穎且英明果斷，張福巒害怕立其為主將自身難保，於是勾結太監褚德、掌英阮久通，篡改了阮福濶的遺詔，擁立年僅十二歲的第十六子阮福淳嗣位。阮福淳以其擁立有功，封之為國傅、掌戶部事、管中象奇兼艚務。其長子張福嵊、次子張福嶽皆娶阮福濶之女，權傾一朝。
阮福淳年幼貪玩，張福巒縱之不管，甚至引導他四處遊玩。而朝中政務皆歸張福巒管理。阮主朝中皆為張黨，蔡生等人分據各要職，貪贓枉法。國人皆恨張福巒，將他比作秦檜，稱之為「張秦檜」（越南语：／）。張福巒又以謀反之罪誅殺反對自己的重臣阮福昱、阮福昴等人，將朝中反對勢力殺害殆盡。
祿灑源是張福巒的食邑，他同時又掌握了秋盆源、茶山源、茶雲源和同香源等源的產稅，每年可獲利四五萬貫。他擔任戶部艚務等職務，每年又可收入三四萬貫。除此之外，張福巒還參與賣官鬻爵，獲利甚厚。《大南列傳前編》稱，張福巒家“金銀、珠玉、錦綵、山積、田園、室屋、奴僕、牛馬不知其數”。張福巒在奮陽社有一處別墅，曾經被秋雨浸濕。雨過天晴後，張福巒家將家中藏金搬到院子裏晾曬，使得滿庭都是金燦燦的。
張福巒一黨的貪橫和殘暴引起了阮主治下百姓的憤恨。景興三十二年（1771年），阮岳、阮侶、阮惠三兄弟在西山邑起兵反阮，阮軍大敗，廣南大部分領地為其所據。北方的鄭主鄭森見南方大亂，於景興三十五年（1774年）遣黃五福討伐阮主，聲稱沒有佔領阮氏江山的意圖，僅僅只是討伐奸臣張福巒而已。於是，在鄭軍快要到達富春城下時，阮主麾下的胡舍掌營阮福㫛、阮久法等人發動兵變，擒獲張福巒獻給鄭軍，並殺死張黨的蔡生等人。
張福巒希望通過賄賂鄭軍來借機逃脫，密令其子用大量金銀財寶前往鄭軍營中行賄，但被黃五福發現，父子皆囚於軍中。景興三十七年（1776年）冬，黃五福回朝之時，將其押往昇龍治罪。張福巒病死於途中。

## 家族
- 父：張福攀
- 母：不詳
- 子：
  - 長子：張福嵊（娶武王次女阮氏玉願）
  - 次子：張福嶽（娶武王第七女阮氏玉璹）